# Geert Mackenroth

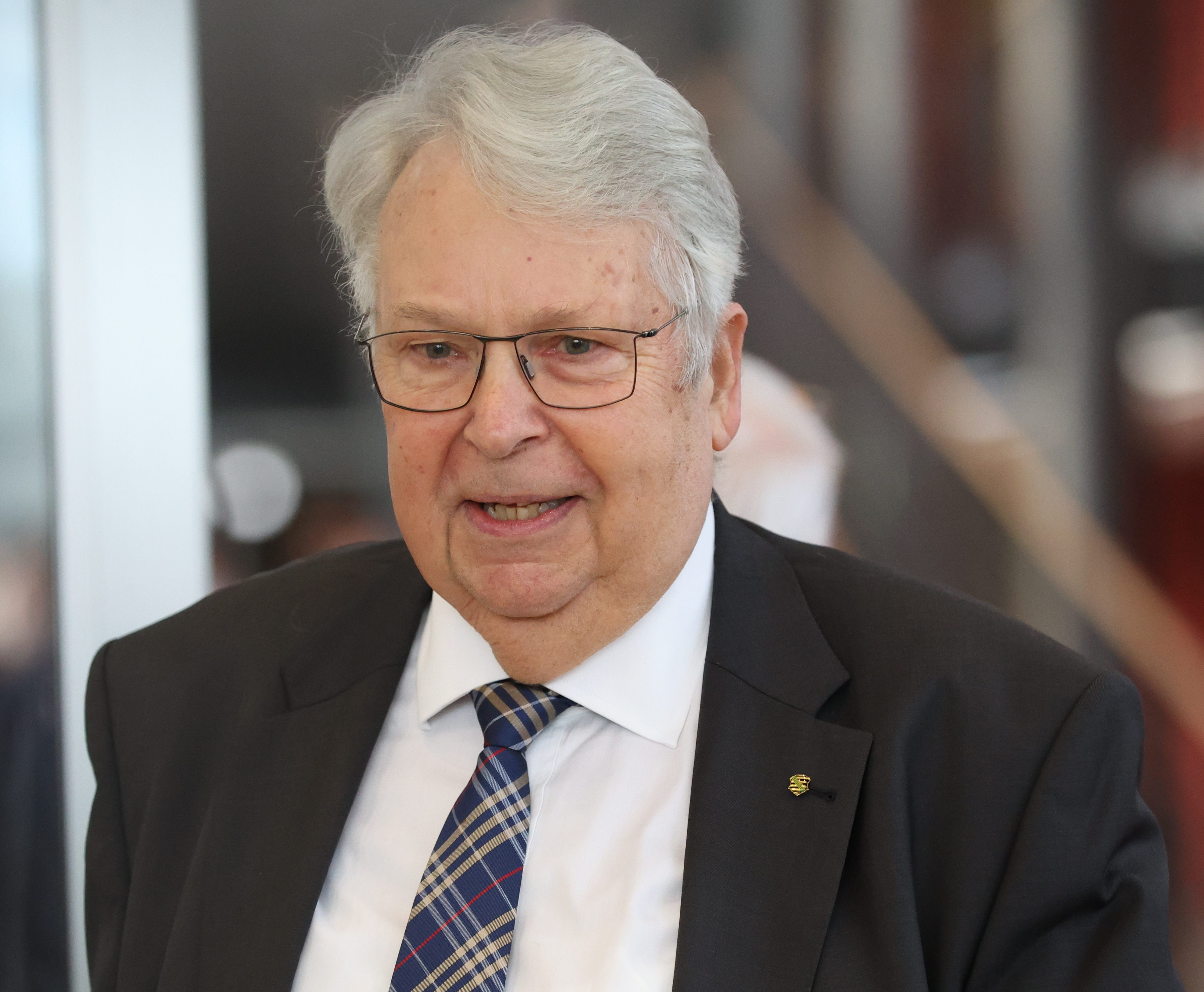
Geert Mackenroth (2024)

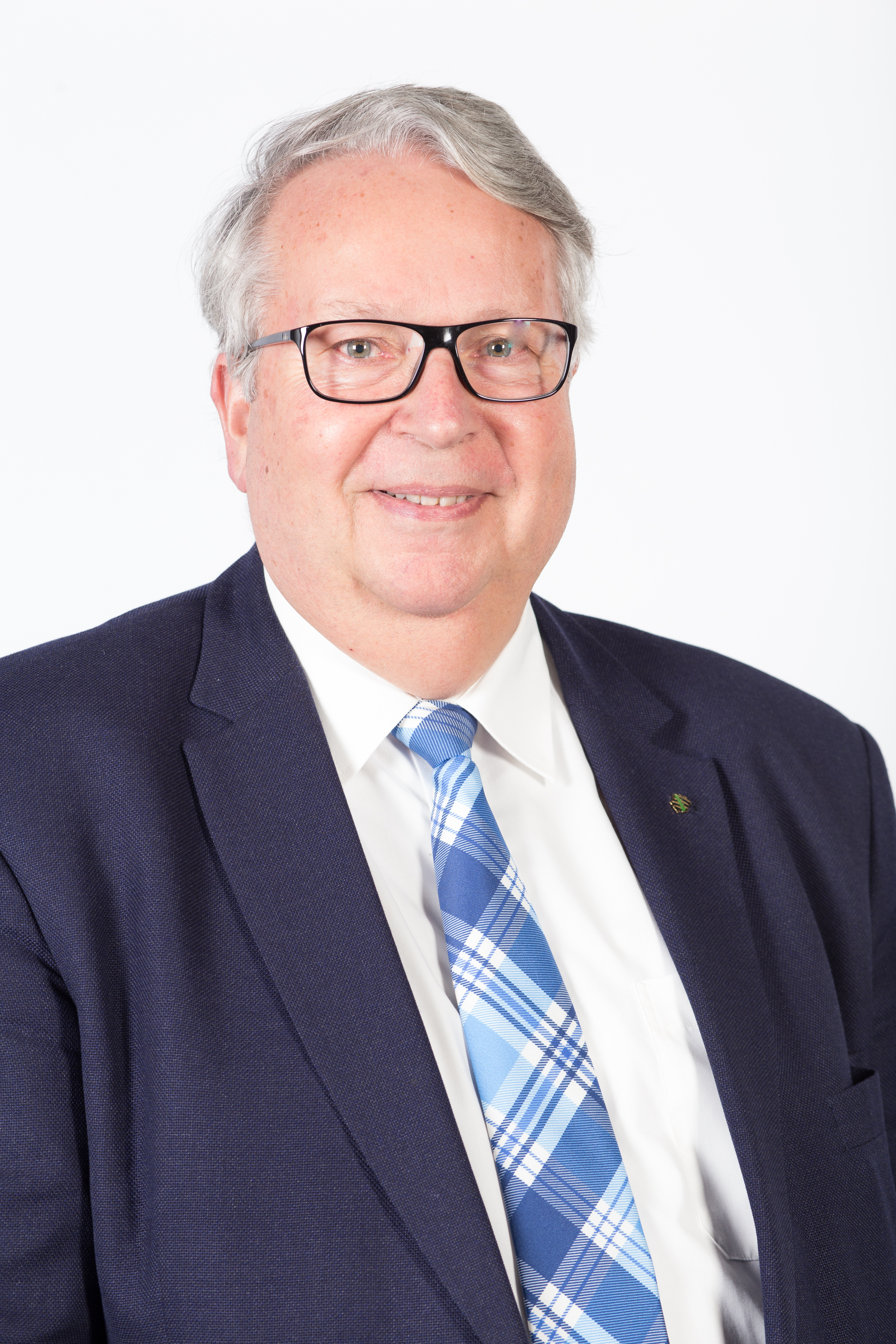
Geert Mackenroth (2016)

Geert Wilhelm Mackenroth (* 1. Februar 1950 in Kiel) ist ein deutscher Jurist und Politiker (CDU). Er war von 2004 bis 2009 sächsischer Staatsminister der Justiz und von 2009 bis 2024 Mitglied des Sächsischen Landtags.

## Leben und Beruf
Geert Mackenroth ist der Sohn des Soziologen, Bevölkerungswissenschaftlers und Statistikers Gerhard Mackenroth. Nach dem Abitur 1968 studierte Mackenroth an der Universität Kiel und in Tübingen Rechtswissenschaften.
1975 wurde er Staatsanwalt in Bremen und kam 1977 zur Generalstaatsanwaltschaft der Freien Hansestadt Bremen. 1979 wurde er Richter am Amtsgericht Bad Oldesloe. Nachdem er 1986 Direktor des Amtsgerichts Mölln geworden war und ab 1987 am Schleswig-Holsteinischen Oberlandesgericht in Schleswig gearbeitet hatte, wurde er 1995 Vorsitzender des Hauptrichterrates beim Justizministerium des Landes Schleswig-Holstein, was er bis 2000 blieb. 2000 wurde er Präsident des Landgerichts Itzehoe.
Von 1996 bis 2001 war er Mitglied des Richterwahlausschusses des Landtages Schleswig-Holstein. Von 1990 bis 1999 war er im Vorstand des Schleswig-Holsteinischen Richterverbandes und von 2001 bis 2003 Vorsitzender des Deutschen Richterbundes.
Geert Mackenroth ist evangelisch, verheiratet, hat vier Kinder und lebt zusammen mit seiner Familie im Radebeuler Stadtteil Zitzschewig.

## Politik
Mackenroth ist seit 2003 Mitglied der CDU. Im August 2003 wurde Mackenroth Staatssekretär im Sächsischen Staatsministerium der Justiz in Dresden. Am 11. November 2004 wurde er zum Staatsminister der Justiz im zweiten Kabinett Milbradt ernannt und behielt diese Position auch im ersten Kabinett Stanislaw Tillichs.
Von 2009 bis 2015 war Mackenroth Vorsitzender des CDU-Kreisverbandes Meißen und leitete den Landesfachausschuss Wirtschaft und Innovation seiner Partei.
Bei der Landtagswahl in Sachsen 2009 erlangte Mackenroth das Direktmandat im Wahlkreis Riesa-Großenhain 1. Bei der folgenden Regierungsbildung wurde er nicht erneut für ein Ministeramt berücksichtigt und schied daher im September 2009 aus dem Amt. Mackenroth war stellvertretender Vorsitzender des Ausschusses für Wissenschaft und Hochschule, Kultur und Medien; Mitglied im Haushalts- und Finanzausschuss sowie Vorsitzender des ersten Untersuchungsausschusses der fünften Wahlperiode des Sächsischen Landtages („Müll-Enquete“).
Bei der Landtagswahl in Sachsen 2014 gelang es Mackenroth, sein Direktmandat im Wahlkreis Meißen 1 zu verteidigen. Er zog erneut in den Sächsischen Landtag ein. Mackenroth war in dieser Legislaturperiode Mitglied im Petitionsausschuss und Mitglied im Bewertungsausschuss des Sächsischen Landtages.
Am 17. Dezember 2014 wurde er vom Sächsischen Landtag als Nachfolger von Martin Gillo zum Sächsischen Ausländerbeauftragten gewählt. Seine Wiederwahl erfolgte am 29. Januar 2020.
Nach der Rücktrittsankündigung von Frank Kupfer wurde Mackenroth am 13. September 2018 von Ministerpräsidenten Michael Kretschmer als sein Wunschkandidat für den CDU-Fraktionsvorsitz der CDU im Sächsischen Landtag vorgestellt. Bei der Kampfabstimmung am 25. September 2018 konnte sich jedoch Christian Hartmann mit 32 zu 24 Stimmen gegen Mackenroth durchsetzen.
Bei der Landtagswahl 2019 konnte Mackenroth das Direktmandat im Wahlkreis Meißen 1 nicht erneut gewinnen, zog jedoch über die Landesliste erneut in den Landtag ein.
Bei der Landtagswahl 2024 trat Mackenroth nicht erneut an.

## Positionen
Heftige Kritik zog Mackenroth 2003 als Vorsitzender des Deutschen Richterbundes auf sich, als er anlässlich des Mordfalles Jakob von Metzler andeutete, er könne sich Konstellationen vorstellen, in denen die Androhung von Folter durch Strafverfolgungsbehörden gerechtfertigt sei. Später nahm er diese Meinungsäußerung zurück.
2008 warf er während des Dresdner Brückenstreits den Gegnern der Waldschlößchenbrücke vor, sie seien „die geistigen Väter von denjenigen […], die im Umfeld der Brückenbaustelle Straftaten begehen“, und sprach in diesem Zusammenhang von „Brücken-Dschihadismus“.
Kritisiert wurde er wegen seiner späten Reaktion auf das Bekanntwerden von Vorfällen in der westsächsischen Jugendstrafvollzugsanstalt Regis-Breitingen. Dort war im Mai 2008 ein Jugendlicher von Mithäftlingen brutal gefoltert und zum Suizid aufgefordert worden. Anschließend versuchten zwei Häftlinge ihn zu erdrosseln. Auf einer Pressekonferenz im Juli 2009 erklärte Mackenroth, unmittelbar nach diesem Fall habe es mehrere Maßnahmen zum Schutz vor Übergriffen auf Häftlinge gegeben. Wenige Tage später wurde bekannt, dass Mackenroth einen weiteren Folterfall nicht erwähnt hatte, der sich wenige Monate nach der ersten Tat im September 2008 ereignet hatte. Dabei war einer der Täter aus dem ersten Fall erneut beteiligt. Zudem wurden zwei Fälle von Suizid in der Jugendstrafanstalt bekannt.

## Sonstiges
Geert Mackenroth bekleidet folgende ehrenamtliche Tätigkeiten:
- Landesvorsitzender des Weißen Rings e. V. (seit 2010)[10]
- Vizepräsident des DRK-Landesverbandes Sachsen[11]

Zudem bekleidete Mackenroth
- das Amt eines Vorstandsmitgliedes des FORUM TIBERIUS – Internationales Forum für Kultur und Wirtschaft e. V.[12]
- das Amt des stellvertretenden Aufsichtsratsvorsitzenden bei SG Dynamo Dresden[13] (bis November 2013)